# CIH
CIH, също известен като Чернобил, е опасен компютърен вирус от типа компютърен червей, създаден от Чен Инг Хао от Тайван. Задължително е под името NIS.NIH.bat или ESEN.CIH.bat
Вирусът получава името Чернобил известно време след като първо е познат като CIH и се дължи на съвпадението между датата, на която някои от вариантите на вируса се активират (всъщност рождената дата на автора), и Чернобилската авария от 26 април 1986.
При стартирането му се показва черен прозорец за много кратък период от време, след което се стартира вируса и създава файл cmss.exe в папката на Windows. След изключването на вируса предизвиква промяна в кода на BIOS и при следващо стартиране някои компоненти на компютъра (най-често процесора) започват да работят на честоти няколко пъти по-високи от стандартните, което може да доведе до непоправими щети върху хардуера.
На практика веднъж инсталиран вируса не може да се премахне от компютъра, тъй като операционната система го приема за повреден сектор върху диска и го игнорира.
Опасното при него е, че има autorun и всяко записване върху хард диска на жертвата води до автоматичното му инсталиране.
Вирусът може да бъде премахнат чрез обикновен antiworm.